# 일본의 국가기관
이 문서는 일본의 국가기관에 대한 문서이다.

## 내각·행정기관
일본의 행정기관은 주로 내각 하의 행정기관을 말한다. 지방공공단체(지방자치단체)와 대비해 중앙정부, 중앙관청, 중앙성청이나 성청 등으로 불리기도 한다.
일반적으로 국가행정조직법에서 “나라의 행정기관”이라고 규정한 성(省)과 그 외국(外局:위원회나 청) 및 내각부설치법에서 규정하는 내각부와 그 외국(外局)을 가리킨다. 내각부는 내각기능의 강화로 인해 다른 성보다 높은 지위에 있는 행정기관으로 간주된다.
또는 내각총리대신이 장이 되는 내각부, 부흥청과 국무대신이 장이 되는 총무성, 법무성, 외무성, 재무성, 문부과학성, 후생노동성, 농림수산성, 경제산업성, 국토교통성, 환경성, 방위성, 국가공안위원회 (경찰청)의 1부 11성 2청을 지칭하기도 한다.
자세한 행정기관의 종류는 일본의 행정기관 항목을 참조.

## 국회
- 참의원
- 중의원
- 재판관탄핵재판소
- 재판관소추위원회
- 국립국회도서관

## 재판소
- 최고재판소
- 고등재판소
  - 삿포로 고등재판소
  - 센다이 고등재판소
  - 도쿄 고등재판소
    - 지적재산(知的財産) 고등재판소 (도쿄 고등재판소의 특별지부)

  - 나고야 고등재판소
  - 오사카 고등재판소
  - 다카마쓰 고등재판소
  - 히로시마 고등재판소
  - 후쿠오카 고등재판소
- 지방재판소
- 가정재판소
- 간이재판소

## 기타
- 회계검사원
- 일본은행
- 지방공공단체